# Festa da Pimenta e do Morango
A Festa da Pimenta e do Morango é um evento do município de Turuçu de relevância estadual, que ocorre no mês de outubro, desde 2013, ano em que ocorreu a unificação das festividades da Fepimenta e da OktoberFemorango.A festa ocorre no terceiro domingo de outubro, para celebrar o aniversário do munícipio.
A festa promove a venda de morangos e pimentas in natura e de diversas especiarias derivadas das mesmas, a produção de tais produtos e preparo é realizado por famílias ligadas a agricultura familiar, acontece na localidade de Turuçu, pois o município é conhecido como a Capital Nacional da Pimenta e Terra do Morango e da Pimenta. Uma característica da festa é sempre trazer atrações fora do eixo temático para atrair mais visitantes ao evento.
Na 1ª edição em 2013, o evento contou com lutas de MMA como uma de suas atrações. Em 2014 durante a festa foram comercializadas 3,5 toneladas de morango.Em 2015 a festa foi dedicada a comemoração de 20 anos de emancipação do município, mas o município de Turuçu passava por problemas financeiros e climáticos que afetaram a produção de morango, mas a festividade ocorreu normalmente, na ocasião o deputado estadual Zé Nunes disse:
| “ | "Não podemos perder o espírito de manter a energia e deixar as coisas pararem. E esta festa tem este sentido especial, tem um significado especial nestes 20 anos." | ” |

A edição de 2015, esperava um público baixo devido a esses problemas, mas a adesão foi maior do que a esperada, fazendo com que agricultores familiares voltassem a suas lavouras para colher mais morangos para suprir a demanda, que superou a edição de 2014 conseguindo comercializar 3,8 toneladas de morango.
Em 2016 ocorreu a distribuição ao público da geleia de morango com pimenta, para celebrar a união das duas festividades que deram origem ao evento.Em 2017, tiveram atrações como velocross, desfile de carros temáticos e torneio pife (jogo de cartas). Em 2018 a festividade promoveu refeições coloniais, danças de CTGs , apresentações de bandas locais, baile de chopp, treinos de velocross e desfiles. Em 2019 a festa lançou o primeiro Festival do Doce Colonial, também teve atrações como prova de motocross, feira de máquinas agrícolas, torneio de jogos germânicos e um desfile de carros temáticos.
Nos anos de 2020 e 2021, devido a Pandemia de Covid-19 as festividades foram canceladas, sendo retomadas as festividades em 2022.
Em 2022 a festa conseguiu alcançar o montante de R$ 180 mil em vendas e contou com um espaço organizado pela Emater-RS/Ascar, no qual foi destinado a explicação sobre o uso de plantas bioativas.